# Virtua Striker 3
Virtua Striker 3, anche noto come Virtua Striker 3 ver. 2002 o Virtua Striker 2002 nelle edizioni domestiche, è un videogioco arcade di calcio pubblicato da SEGA nel 2001 e convertito anche per GameCube nel 2002.
Virtua Striker 3 fu distribuito nel 2001 sempre su piattaforma Sega NAOMI, tuttavia, a causa del maggior numero di dati e alle migliorie introdotte rispetto al capitolo precedente, il gioco fu disponibile perlopiù su supporto GD-ROM (seppur ne esistano delle versioni su PCB classica). Questo è il primo capitolo del brand a essere sviluppato da Amusement Vision, dopo che tutti i giochi precedenti erano stati sviluppati dallo studio AM2 di Yu Suzuki.

## Modalità di gioco
Il terzo capitolo della serie condivide tanti tratti in comune col suo predecessore ma ne aggiunge altri: primi fra tutti la suddivisione delle partite tra primo e secondo tempo nonché l'aggiunta dei cartellini, quantomeno necessaria in quanto mancante nei due giochi precedenti; la mancanza dei cartellini, soprattutto in Virtua Striker 2, spesso riduceva le partite ad un continuo fare falli una volta che un giocatore aveva messo a segno il primo gol, rendendo di conseguenza le partite noiose. Tuttavia la severità degli arbitri è molto alta, e non è raro che un fallo commesso nelle prime battute di gara risulti in un cartellino rosso diretto. Più in generale, una buonissima parte dei falli sono puniti severamente, e non è raro che le partite a Virtua Striker 3 si concludano con almeno un giocatore espulso, se non di più.
Un anno dopo, sull'hardware Triforce, viene distribuita una nuova versione di Virtua Striker 3, rinominata Virtua Striker 2002 in riferimento agli imminenti Mondiali in Giappone e Sud Corea, che amplia di molto l'esperienza di gioco già stabilita con la versione originale: non solo è raddoppiato il numero delle squadre disponibili, ma adesso le formazioni in campo rispecchiano molto di più quelle delle vere nazionali grazie alle numerazioni che possono finalmente andare sopra il numero 11 (ad esempio, il portiere della Francia Barthez, che tradizionalmente indossava la casacca numero 16, in questi giochi prima di Virtua Striker 2002 aveva sempre indossato il numero 1, tuttavia con questo capitolo l'estremo difensore transalpino ha potuto vestire il suo numero solito). Inoltre, i nomi dei giocatori vengono visualizzati in un rettangolo apposito in basso allo schermo, sebbene gli unici su licenza siano, ancora una volta, solo quelli appartenenti alla Nazionale giapponese. È stato infine introdotto un indicatore di energia, che si consuma mano a mano che un giocatore resta in campo; quando quest'indicatore si svuoterà, i movimenti del giocatore affaticato saranno meno reattivi e le sue giocate meno precise. È stata inoltre migliorata la logica degli arbitri, seppure mantengano molto alta la loro severità in fatto di cartellini. Le squadre bonus, infine, presentano una novità: è stata rimossa la Royal Genki ma al suo posto è subentrata la FC Sonic, squadra in cui militano personaggi di Sonic.
Da Virtua Striker 2002 è stato realizzato una conversione casalinga in esclusiva per il Nintendo Gamecube, rinominato Virtua Striker 3 ver. 2002, che presenta tutte le caratteristiche della sua controparte da sala salvo la rimozione della modalità arcade vera e propria in favore della Coppa Internazionale già vista nel capitolo per Dreamcast. La versione per GameCube è, inoltre, il primo gioco della saga a fornire il supporto multilingua e le sostituzioni prima della partita e tra il primo e il secondo tempo, caratteristiche che verranno poi ereditate da Virtua Striker 4. È presente un editor per poter inserire i nomi originali dei giocatori, inoltre vi è un editor per le caratteristiche fisiche e delle abilità dei giocatori.

## Altre versioni
- Virtua Striker 3 version 2002 (20 maggio 2002)

La versione originale di Virtua Striker 3 ha 32 squadre nazionali. La Version 2002 ha 64 squadre, divise in zone continentali.